# رزوان ساوا
رزوان ساوا (انگلیسی: Răzvan Sava؛ زادهٔ ۲۱ ژوئن ۲۰۰۲) بازیکن فوتبال اهل رومانی است که در حال حاضر برای باشگاه فوتبال اودینزه بازی می کند.
از باشگاه‌هایی که در آن بازی کرده است می‌توان به باشگاه فوتبال تورینو، باشگاه فوتبال سی‌اف‌آر کلوژ، و باشگاه فوتبال اودینزه اشاره کرد.
وی همچنین در تیم‌های ملی فوتبالزیر ۱۷ سال، زیر ۱۹ سال و زیر ۲۱ سال رومانی بازی کرده است.